# 斯氏半齒脂鯉
斯氏半齒脂鯉，為輻鰭魚綱脂鯉目脂鯉亞目半齒脂鯉科的其一種，分布於南美洲巴西朱鲁伊纳河（Juruena）上游流域，體長可達7.9公分，棲息底中層水域，生活習性不明。